# Red Springs (Észak-Karolina)
Red Springs város az USA Észak-Karolina államában, Robeson megyében. Lakosainak száma 3087 fő (2020. április 1.).

## Népesség
A település népességének változása:
| Lakosok száma | 858  | 3428 | 3087 |
|               | 1900 | 2010 | 2020 |